# Rødven
Rødven és un poble situat al municipi de Rauma, comtat de Møre og Romsdal, Noruega. El poble està situat al llarg del Rødvenfjorden, just al sud de l'indret on el fiord desemboca al Romsdalsfjorden. El poble d'Eidsbygda es troba a uns 5 quilòmetres al sud de Rødven. El poble és conegut per la seva església de fusta del segle xii, actualment un museu. També hi ha una altra església molt més nova, del segle xviii.